# Maximilian Joseph Gottfried Sommerau Beeckh
Maximilian Joseph Gottfried Sommerau Beeckh (Viena, 21 de dezembro de 1769 - Olomouc, 31 de março de 1853) foi um cardeal do século XIX.

## Biografia
Nasceu em Viena em 21 de dezembro de 1769, e batizado no mesmo dia. Ele era o segundo filho do Barão Gottfried Wilhelm von Sommerau-Beeckh (1743-1787) e Klara von Summer (1747-1807). Embora fosse o segundo filho, seu irmão mais velho Karl, morreu aos 12 anos em 1779, portanto, tornou-se o primogênito e único homem.
Frequentou o colégio jesuíta, em Viena, antes de entrar para o exército; tenente de cavalaria, 1788-1791.
Estudou teologia em Viena. Recebeu as insígnias do caráter clerical e das ordens menores, em 11 de novembro de 1792; o subdiaconato, 24 de agosto de 1797; e o diaconato, 3 de setembro de 1797.
Ordenado em 10 de setembro de 1797. Cooperador paroquial em Pillichsdorf; em Viena, no St. Florian e St. Angels Custodian; em Hernals, perto de Viena; Matzleinsdorf; e em Wieden. Capelão das legiões campestres de Viena, 1809. Pároco de São Leopoldo, Viena, 1810. Na arquidiocese de Olomouc, cônego não residente do capítulo da catedral, 27 de agosto de 1813; cânone do capítulo; conselheiro arquiepiscopal; cânone residente, 1815; e assessor consistorial, 1815; prelado infulatus e reitor da paróquia de St. Maurice, outubro de 1827; reitor rural e arcipreste; prelado metropolitano, 1831.
Eleito arcebispo de Olomouc pelo seu cabido, a 21 de novembro de 1836; Eleito pelo papa em 19 de maio de 1837. Consagrado em Brno em 18 de junho de 1837, por Frantisek Gindl, bispo de Brno, Morávia. Conselheiro Privado, 1842. Condecorado com a grã-cruz da Ordem de Leopoldo, 1842. Assistente do Trono Pontifício, 17 de agosto de 1847. Condecorado com a grã-cruz da Ordem Austríaca de Sankt Stefan, 1849.
Criado cardeal sacerdote no consistório de 30 de setembro de 1850; morreu antes de receber o chapéu vermelho e o título.
Morreu em Olomouc em 31 de março de 1853. Exposta na catedral de Olomouc e sepultada, a 8 de abril de 1853, na colegiada de Kromeriz.